# Crithagra citrinelloides
Crithagra citrinelloides е вид птица от семейство Чинкови (Fringillidae).

## Разпространение
Видът е разпространен в Еритрея, Етиопия и Кения.